# Timo Rautiainen
Timo Rautiainen, född 1964, är en finländsk kartläsare som arbetade ihop med Marcus Grönholm.